# Skyderiet i München den 22. juli 2016
Ved skyderiet i München, der foregik i bydelen Moosach den 22. juli 2016 kort før klokken 18:00, blev ni personer dræbt af skud og adskillige blev såret. Politiet regner med at der var én gerningsmænd, som handlede alene. Dødstallet kom op på ti, da gerningsmanden blev fundet død for egen hånd. Skyderiet fandt sted ved en McDonald's restaurant og inde i og udenfor indkøbscenteret Olympia, som lå på den anden side af gaden. Store politistyrker med støtte fra "Spezialeinsatzkommando", Bundespolizei og politistyrker fra andre distrikter blev sat ind på grund af den akutte terrortrussel og flere vejspærringer blev oprettet. De offentlige transportmidler i München blev indstillet og München Hauptbahnhof evakueret taxachauffører blev anmodet om ikke at tage passagerer op.
Vidner rapporterede om op til tre personer med skydevåben. Politiet sikrede at beboerne i München forlod gaderne og blev indendøre. Politiet eftersøger gerningsmændene.
Omkring 20:30 rapporterede politiet, at det mistænker at det drejer sig om et terrorangreb og taler om en "akut terrorsituation" i München. Men slog fast, at der ikke var "tegn på islamisk terror" og anmodede kommentatorer om at undgå spekulationer om islamistisk forbindelser i forbindelse med angrebet. Der er også rapporteret om skyderier på Karlsplatz i München.
Klokken 22:37 oplystes det at ni mennesker var omkommet, men senere blev dødstallet oplyst at være ti døde. Politiet kunne på daværende tidspunkt ikke fastslå, om én af de omkomne var en af gerningsmændene, som havde begået selvmord, men efter midnat blev det bekræftet af myndighederne.
Gerningsmanden blev fundet i en sidegade, omkring en kilometer fra indkøbscentret, hvor han havde begået selvmord. Han var iført lignende tøj som gerningsmanden, der blev filmet under skyderiet. Politiet har bekræftet, at det var gerningsmanden, og at han handlede alene.
Klokken 1:00 blev hele den offentlig transport i München sat i gang igen.
Ifølge tyske medier blev den 18-årige drabsmand angiveligt mobbet, især af unge tyrkiske og arabiske elever på den skole, hvor han gik. Han skal angiveligt have udtænkt en hævnplan. I følge medierne skal han angiveligt have hacket en ung tyrkisk kvindes Facebook-profil og udgivet sig for at være hende, hvilket også er blevet bekræftet af den tyske statsanklager. Fra kvindens Facebook-profil skal han angiveligt have opfordret nogle folk til at komme hen på en McDonald’s restaurant i nærheden af Olympia klokken 16 med ordene: "Jeg giver jer noget, hvis I vil have det, bare det ikke er for dyrt". Og knap to timer senere startede han med at skyde mod unge mennesker på samme sted. Flere af ofrene havde anden etnisk herkomst end tysk.

## Ofre
Gerningsmanden dræbte to kvindelige og seks mandlige personer i alderen 14 til 20 år samt en 45-årig kvinde. Alle ofre stammede fra München og omegn. Tre havde statsborgerskab fra Kosovo, et af ofrene var græker, tre var tyskere af tyrkisk herkomst. En 15-årig havde både tysk og ungarsk statsborgerskab.
Udover dødsofrene blev flere andre personer truffet af kugler. Andre flygtede ind i Olympia-indkøbscenteret, til Karlsplatz og ind i ølhallen Hofbräuhaus am Platzl. Politiet har registreret 27 personer, der kom til skade under skyderiet. Ti af disse var hårdt sårede, blandt disse var en 13-årig dreng.

## Gerningsmanden
Klokken 0:34, sendte politiet i München en besked på Twitter, hvor de meddelte, at de mente, at de havde fundet den mistænkte, der havde handlet på egen hånd, og døde ved at skyde sig selv i hovedet. München Politi tweeted their belief that they had found the suspect, a lone gunman, who died of a self-inflicted gun wound to the head. Klokken 02:20, afholdt München Politi en pressekonference, hvor politikommisæren Hubertus Andrä bekræftede begivenhederne, og identificerede gerningsmanden som en 18-årig tysker af iransk herkomst, der både havde tysk og iransk statsborgerskab. Ifølge de første meldinger fra de tyske myndigheder, så havde gerningsmanden boet i München i over to år. Myndigherne oplyste også, at han havde ren straffeattest.
Dagen efter skyderiet oplyste politimyndighederne, at den 18-årige drabsmand var født og opvokset i München og havde både tysk og iransk statsborgerskab. Hans forældre kom til Tyskland i slutningen af 1990-erne som asylansøgere fra Iran. Den 18-årige boede sammen med sine forældre og storebror i Maxvorstadt bydelen i München; Naboer beskriver ham som genert og introvert. I hans værelse fandt politiet ved siden af bogen Amok im Kopf: Warum Schüler töten (originaltitel Why Kids Kill: Inside the Minds of School Shooters) af den amerikanske psykolog Peter Langman, også avisudklip med afsnit om masseskyderier. Han havde ikke våbenlicens. Politiet oplyser, at han købte sit skydevåben over internettet.
Ifølge politiets undersøgelser havde han forberedt angrebet i et år. Han havde formuleret et manifest herom. Politiet mener, at hans skyderi også var inspireret af en massakre i den tyske by Winnenden i 2009, hvor en 17-årig ung mand skød 15 mennesker på sin tidligere skole. Politiets efterforskning peger på, at den 18-årige var interesseret i massakren i Winnenden. For et år siden havde han besøgt stedet og taget fotos, oplyser Heimberger.

## Reaktioner
Statsminister Lars Løkke Rasmussen udsendte den 22. juli dette tweet: "Igen ked af et angreb på uskyldige mennesker. En tragisk sommer i Europa. Mine tanker er med ofrene og deres familier".